# Fusil Ross

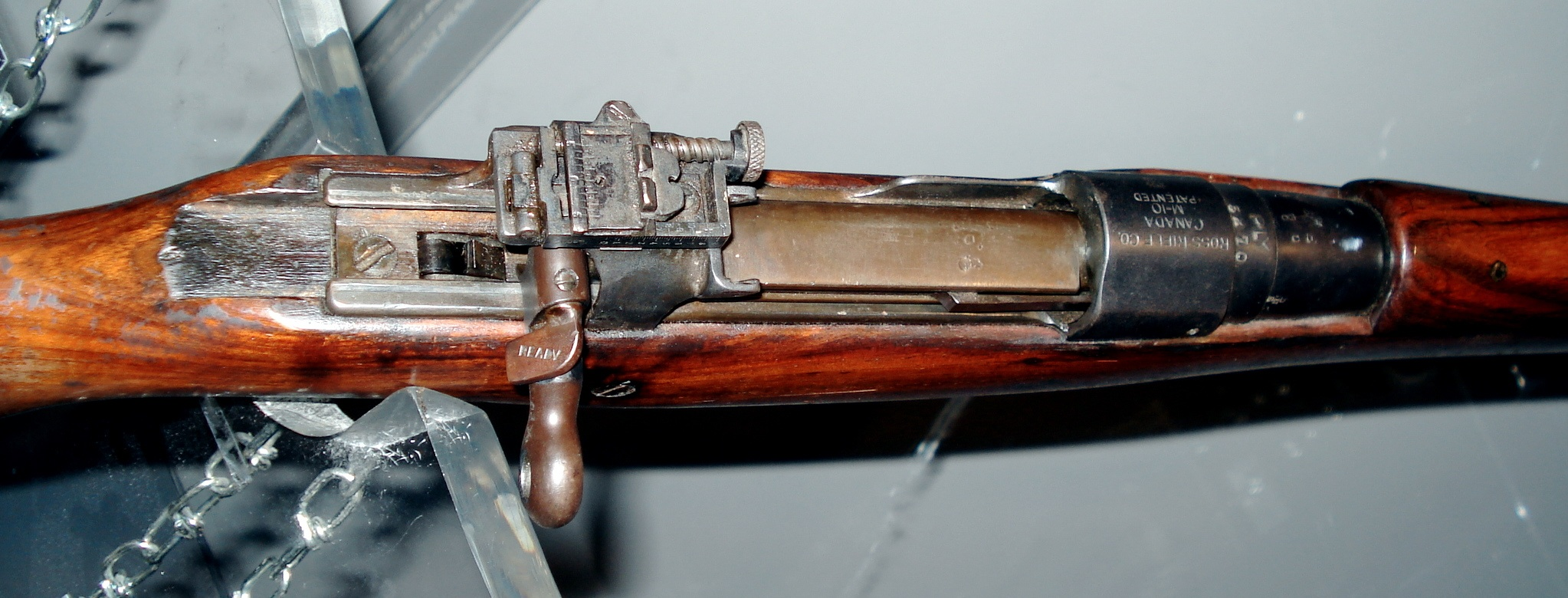
Detalle del cerrojo de un fusil Ross expuesto en el Museo del Real Regimiento Canadiense de London, Ontario.

El Ross fue un fusil de cerrojo de acción directa de 7,7 mm notoriamente ineficaz, producido en Canadá desde 1903 hasta mediados de la Primera Guerra Mundial. El Ross tuvo varias fallas en el adverso ambiente de la guerra de trincheras y después de numerosas quejas, se ordenó el reemplazo de todos los fusiles Ross en las tres Divisiones Canadienses por el Lee-Enfield. Sin embargo, los francotiradores apreciaban este fusil. Se produjo por cierto tiempo una versión de cacería que empleaba el nuevo cartucho .280 Ross, así que tanto el fusil Ross como el cartucho .280 "magnum" alcanzaron una considerable reputación internacional entre tiradores, cazadores de ciervos y de grandes presas.

## Historia

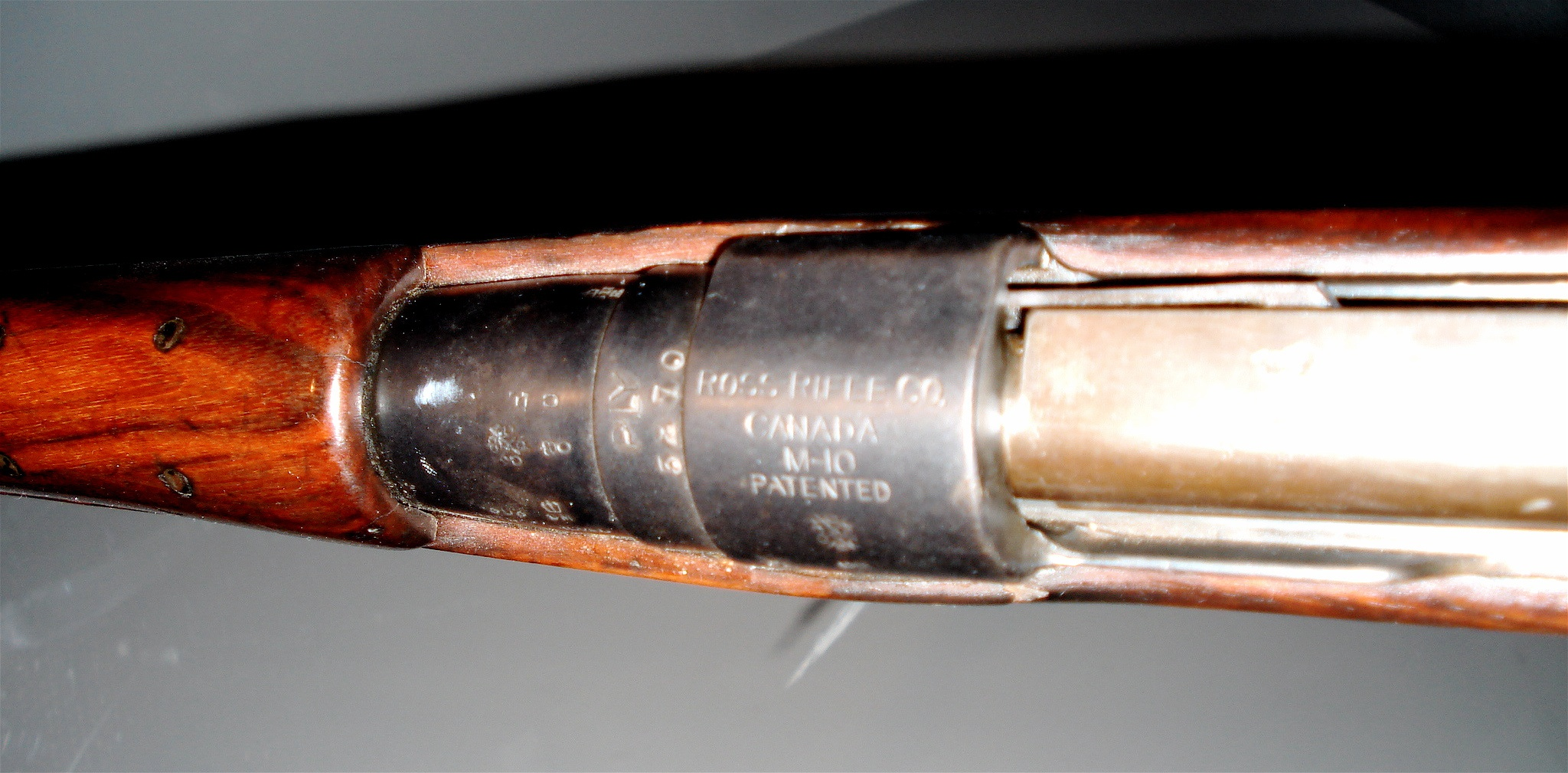
Detalle de los marcajes de la recámara del fusil Ross expuesto en el Museo del Real Regimiento Canadiense de London, Ontario.

Durante la segunda guerra bóer, estalló un pequeño diferendo diplomático entre Canadá y el Reino Unido después que el segundo rechazara vender o licenciar el diseño del Lee-Enfield SMLE para ser producido en Canadá. Sir Charles Ross, Bart., un noble escocés, militar, inventor y empresario, ofreció su fusil de cerrojo lineal de nuevo diseño como un reemplazo. Ross mantenía buenos contactos en la alta sociedad canadiense y finalmente obtuvo en 1903 su primer contrato por 12.000 fusiles Ross Mark I.
En este diseño, los tetones de acerrojado del cerrojo van montados sobre un tornillo y cuando se jala o empuja la manija del cerrojo, el tornillo automáticamente gira para encajar los tetones en los entalles del cajón de mecanismos. El diseño es generalmente parecido al empleado en la mayoría de piezas de artillería. Al contrario de los más usuales sistemas de cerrojo empleados en el Mauser 98 y el Lee-Enfield, la manija del cerrojo del Ross no precisa ser girada hacia arriba antes de ser llevada hacia atrás, por lo que en teoría esta característica ofrecía una mayor cadencia de disparo. Además de esta supuesta ventaja sobre el Lee-Enfield, el Ross pesaba 0,45 kg menos y podía desarmarse con mayor rapidez sin necesidad de herramientas especiales.

## Diseño
El ánima del cañón tiene 4 estrías levógiras. El fusil resultaba inusual porque era del tipo "cerrojo lineal", en el que se jalaba directamente hacia atrás la manija del cerrojo y la recámara se bloqueaba por la rotación de los tetones de acerrojado mediante levas. Tenía, no obstante, defectos fundamentales en su diseño que lo hacían inadecuado como fusil de servicio. Su defecto principal era que el tope del cerrojo chocaba contra uno de los tetones de acerrojado, desgastándolo, lo que tenía consecuencias desastrosas, en especial en las trincheras, donde se vio a soldados canadienses patear los cerrojos de sus fusiles para abrirlos durante los ataques de los alemanes.

## Empleo
Los primeros 1000 fusiles fueron entregados a la Real Policía Montada del Noroeste (RPMN) para ser probados. Una inspección de rutina antes de su prueba operativa encontró 113 defectos lo suficientemente graves como para ser rechazado. Uno de estos era un tope de cerrojo mal diseñado, que hacía caer al cerrojo fuera del fusil. Otro eran muelles y resortes de acero pobremente templado, descritos como "blandos como el cobre". En 1906, la RPMN volvió a emplear sus fusiles Winchester Modelo 1894 y Lee-Metford.
El fusil Ross fue modificado para corregir dichos defectos y apareció el Ross Mark II (Modelo 05, por 1905). En 1907, el Mark II fue modificado para soportar la presión del nuevo cartucho .280 Ross y esta variante fue llamada Mark II**. El Modelo 10 (1910) fue un diseño totalmente nuevo, hecho para corregir las fallas del de 1905. Ninguna de las piezas principales son intercambiables entre los modelos de 1905 y 1910. El Modelo 10 fue el fusil estándar del Primer Contingente Canadiense de la Fuerza Expedicionaria Canadiense, cuando arribó a Francia en febrero de 1915.
Los defectos del fusil salieron a relucir durante la Segunda Batalla de Ypres en abril de 1915. El fusil mostró una pobre tolerancia a la suciedad al ser empleado en condiciones de combate, particularmente el roscado de los tornillos que accionaban los tetones del cerrojo, trabando el arma al cerrarlo o al abrirlo. Otra parte de este problema era que la parte externa del cerrojo golpeaba el tope de éste, deformando el roscado de los tornillos. Además que el cerrojo podía desarmarse para limpieza de rutina y ser armado sin darse cuenta en una forma tal que no cerraba la recámara, pero permitía disparar un cartucho, hiriendo de gravedad o matando al tirador ya que éste retrocedía hacia su rostro. "Afortunadamente, tales incidentes eran pocos". Otro defecto bien conocido era la tendencia de la bayoneta a caerse del fusil cuando era disparado. Varios soldados canadieneses del Primer Contingente (ahora rebautizado como Primera División Canadiense) recogieron en Ypres fusiles Lee-Enfield de soldados británicos muertos para reemplazar sus fusiles Ross. El Teniente Chris Scriven, del 10° Batallón de la Fuerza Expedicionaria Canadiense, comentaba que a veces eran necesarios cinco hombres para hacer que un fusil dispare.
Las quejas llegaron rápidamente hasta el principal impulsor del fusil, el ministro de Milicia y Defensa canadiense Sam Hughes. A pesar de todo él continuó creyendo en las ventajas del arma, siguiendo el consejo de Sir Edwin Alderson. En particular, el fusil Ross era mucho más preciso a larga distancia que el Lee-Enfield, y esto resolvía potencialmente el serio problema al que se enfrentaron las tropas británicas y canadienses durante las Guerras de los Bóeres , con los precisos disparos a larga distancia de los fusiles Mauser de 7 mm empleados por los Bóer .
En total, se produjeron aproximadamente 420.000 fusiles Ross, de los cuales 342.040 fueron comprados por los británicos.

## Reemplazo

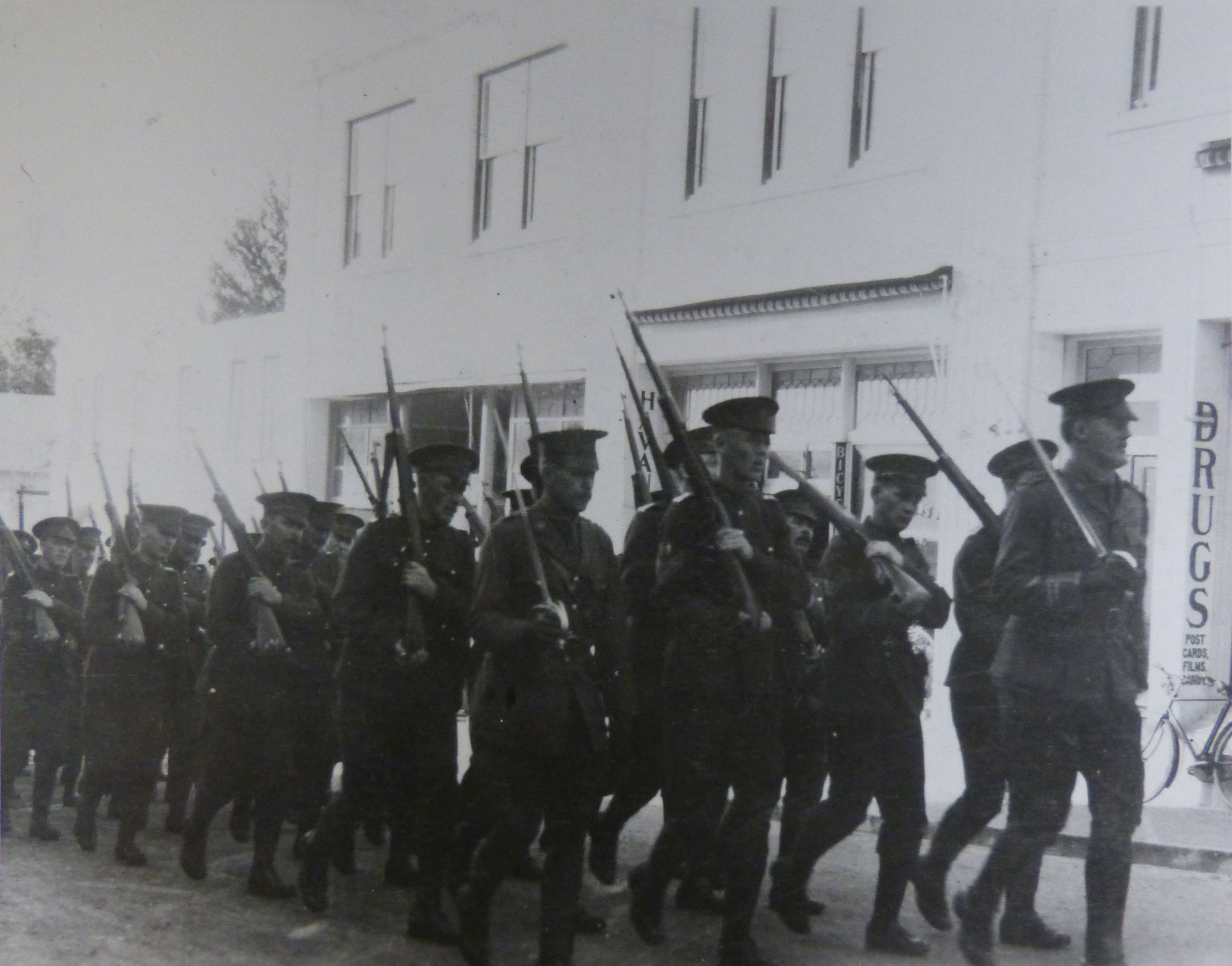
Los soldados canadienses del 38.º Batallón destinados a la guarnición de las Bermudas del ejército británico

Los canadienses mantuvieron en servicio el Ross incluso con la llegada de contingentes adicionales a Francia. Para la Batalla del Somme de julio de 1916, Sir Douglas Haig, el nuevo Comandante en Jefe de la Fuerza Expedicionaria Británica, ordenó el reemplazo de todos los fusiles Ross por fusiles Lee-Enfield en las tres Divisiones canadienses, porque ya estaba disponible en grandes cantidades. Hughes rechazó aceptar que había problemas con el Ross y se necesitó la intervención de varias personas influyentes para convencerlo. En noviembre de 1916, Hughes renunció tras la decisión de Sir Robert Borden de nombrar un Ministro de las Fuerzas de Ultramar. Entonces los fusiles Ross fueron empleados para entrenamiento tanto en Canadá como en el Reino Unido, teniendo así más fusiles Lee-Enfield disponibles para el frente. Luego que los Estados Unidos entraran a la guerra en 1917, se enviaron fusiles Ross a los Estados Unidos por las mismas razones, teniendo más fusiles Springfield M1903 disponibles. La reputación de Hughes fue inevitablemente comprometida, pero Sir Charles Ross ya había amasado una considerable fortuna con el diseño de su fusil y los contratos de fabricación a pesar de su reputación.
Casi por la misma época, la empresa Dominion Rifle Factory de Quebec transformó varios fusiles Ross en el fusil automático Huot bajo la guía de un diseñador llamado Joseph Alphonse Huot. Era un diseño efectivo, alimentado desde un tambor y más barato que una ametralladora Lewis. Desafortunadamente, a pesar de la severa escasez de ametralladoras ligeras que padecían los contingentes canadienses, fue rechazado tras las pruebas debido a su débil construcción.[cita requerida]

## Fusiles de francotirador
Debido a su precisión a larga distancia, el Ross continuó siendo empleado por francotiradores Aliados tras su retiro como arma de primera línea en Europa. Los francotiradores británicos encontraron que el fusil era preciso a 548,64 m (600 yardas) y más, con solo una desventaja inherente: el Ross solamente aceptaba munición perfectamente limpia, libre de lodo y suciedad, de lo contrario se trabaría.
Dos tipos de fusiles de francotirador Mark III son identificables por sus distintas miras telescópicas. 500 fusiles fueron equipados con miras telescópicas prismáticas Warner & Swasey Modelo 1913 de 5,2x aumentos, fabricadas en Cleveland, Ohio. Los números de serie para los fusiles fabricados en 1915 tienen el prefijo FK; mientras que aquellos fabricados en 1917 tienen el prefijo LU. Otros 907 fusiles fueron equipados con miras telescópicas Winchester A5. Ambas miras telescópicas estaban montadas lateralmente, por lo que se podían utilizar el alza y el punto de mira, así como llenar el depósito del fusil con peines.

## Variante de cacería
Ross instaló una fábrica de armas en Hartford, Connecticut, con el tornero J. A. Bennett, para producir un fusil de cacería llamado Fusil de cacería con depósito Modelo 1897', que era un fusil con martillo abisagrado. Por la misma época, él hizo un acuerdo comercial con el famoso armero inglés Charles William Lancaster , inventor del cañón con ánima oval, para que sea su representante exclusivo en el Reino Unido.
- Munición; .303 British.[10][11]
- Calibre; 7,7 mm.

A principios de 1900, creó el Sporter Modelo 1900, todavía hecho en la fábrica de Bennett. Su cerrojo empleaba un resorte para accionar el percutor, en lugar del martillo abisagrado del M1897. Existen muy pocos ejemplares de este fusil de cacería. El Modelo 1900 militarizado fue el primero en ser ofrecido a Canadá para ser probado.
- Munición; .303 British.[10][11]
- Calibre; 7,7 mm.

El siguiente fue el Sporter Modelo 1903. Algunos de estos fusiles fueron fabricados en Hartford, Connecticut, pero la mayoría (200 unidades, ensambladas a partir de piezas de repuesto) fueron ensamblados en la nueva fábrica de Quebec. Algunos fusiles de cacería Modelo 1903 fueron recalibrados para el cartucho .370 Express, mientras que algunos prototipos fueron calibrados para el cartucho.450/.500 Nitro.
- Municiones; .303 British. (habitual), .256 Mannlicher (escaso) y .370 Express (escaso).[10][11]
- Calibres; 7,7 mm, 6,5 mm y 9,3 mm.

Algunos fusiles militares M1905 (Mark II) modificados estuvieron disponibles para el público en 1906. Este modelo fue llamado Modelo M. En 1907, Ross produjo el Modelo E, su primer fusil totalmente fabricado en Canadá, basado en el cerrojo del Mark II, calibrado para los cartuchos .303 British y .35 WCF. El siguiente fue el Modelo R, que era un fusil sencillo, sin cuadrillado, que solo empleaba el cartucho .303 British. En noviembre de 1906, mientras Ross estaba desarrollando un nuevo y potente cartucho de cacería de 7 mm, hizo algunas pruebas con una versión de cuello corto del casquillo del nuevo .30-06 Springfield, que él llamó .28-1906 (se sabe de la existencia de un fusil).
Esto condujo al diseño del .280 Ross. El nuevo cartucho de alta presión requirió reforzar el cerrojo y el cajón de mecanismos, pero el fusil apenas era ligeramente diferente del Mark II de 7,70 mm. Este diseño, llamado Mark II**, fue un paso de transición entre los cerrojos del Mark II y el Mark III.
- Municiones;

Modelo M (cerrojo 1905 Mark II 1905); .303 British
Modelo R (cerrojo Mark II 1905); .303 British.
Modelo E (cerrojo Mark II** 1907, cañón pesado); .303 British, .35 WCF
Modelo 1907 'Cazador escocés de ciervos'; .280 Ross
- Calibres;

Modelo M; 7,7 mm
Modelo R; 7,7 mm
Modelo E; 7,7 mm y 8,89 mm 
Modelo 1907 'Cazador escocés de ciervos'; 7 mm
El Modelo 1910 (Mark III) fue fabricado con un cerrojo con cabezal diferente; en lugar que sus tetones de acerrojado se desplacen en posición vertical y acerrojen en posición horizontal, como en los Mark II y Mark II**, Ross lo cambió a 90 grados y se desplazaban en posición horizontal, acerrojando en posición vertical. Entonces agregó roscados a los tetones, que se encajaban en los entalles del cajón de mecanismos. Se sabe de la existencia de unos cuantos fusiles Mark II** con los mismos tetones y cajón de mecanismos roscados. Él también empleó el mismo cañón pesado que el del Mark II**. El fusil M-10 que emplea el .280 Ross es considerado por vacíos como el mejor fusil fabricado por Ross Rifle Co.
- Municiones

Modelo R-10; .303 British.
Modelo E-10; .303 British y .35 WCF
Modelo M-10; .280 Ross
- Calibres

Modelo R-10; 7,7 mm
Modelo E-10; 7,7 mm y 8,89 mm
Modelo M-10; 7 mm
En 1912 se introdujo el fusil de cacería que empleaba el cartucho .22 Long Rifle. Aunque empleaba un mecanismo más sencillo, todavía era un fusil de cerrojo lineal. Este modelo fue muy popular en Canadá.
- Municiones; .22 Corto, .22 Long y .22 Long Rifle.[10]
- Calibre; 5,5 mm

Modelo 1912 Cadet Comercial.
Modelo 1912 Cadet "Sobrante" (sin números de serie o cualquier otro marcaje)
Los problemas del Ross en combate se debieron a que en realidad era un fusil diseñado para cacería empleado como fusil militar en las condiciones de la guerra de trincheras. Sin embargo, como fusil de cacería, el Ross se hizo bastante popular tras la guerra.[cita requerida] El nuevo cartucho .280 Ross se ganó una buena reputación para abatir presas de tamaño medio y después de 1918 fue un fusil bastante habitual en safaris. Además demostró ser un sobresaliente fusil de competencia, ganándose una buena reputación por su precisión.[cita requerida]
Fusiles de competencia
El Ross Mark II** Target comercial de 7,7 mm y con un cañón pesado de 770 mm (30,5 pulgadas) fue un verdadero éxito en las competencias desde 1908 hasta 1913. Este fusil se parecía al Mark II** militar y empleaba el mismo cerrojo, pero tenía el alza montada sobre el cajón de mecanismos. También estaba disponible un escaso Fusil Presentation Target. A diferencia de su contraparte militar, tenía el número de serie estampado en el cañón.
Los Modelo 1907 Match Target y Modelo 1905/1910 Match Target fueron dos importantes fusiles monotiro (solo se sabe de la existencia de un ejemplar de cada uno) que tenían las características que distinguirían al M1910: los tetones de acerrojado y el cajón de mecanismos estriados.
El Match Target Militar, al contrario del Mark III militar, empleaba un cargador interno fijo con una trampilla plana. Su alza era la del Ross Mark III militar, pero modificada para emplear cartuchos .280 Ross. Su cañón tenía una longitud de 660,4 mm (26 pulgadas).

## Desarrollos
Tras el rechazo del Ross como fusil de primera línea, la empresa Dominion Rifle Factory adaptó su cerrojo a una ametralladora ligera, la Huot, usando fusiles sobrantes. Estas eran más baratas que las Lewis empleadas en aquel entonces. Fueron puestas a extensivas pruebas y la guerra terminó antes que entraran en servicio.

## Empleo en el extranjero
Los fusiles Ross fueron empleados de nuevo en la Segunda Guerra Mundial. El Ross Mark III fue suministrado a la Real Marina Canadiense, la Guardia de Veteranos del Canadá, unidades de defensa costera, centros de entrenamiento, la Home Guard británica, la Brigada de Bomberos de Londres, la Autoridad Portuaria de Londres y la Unión Soviética. Las unidades de guardacostas en Irlanda estuvieron armados con fusiles Ross de 1920 a 1921.

## Usuarios
- Canadá[16]
- Luxemburgo[17] Suministrado a la Guardia del Gran Ducado en 1945, siendo reemplazado por el Lee-Enfield ese mismo año.
- Reino Unido[18]